# Élections sénatoriales de 1989 dans l'Aisne
Les élections sénatoriales dans l'Aisne ont lieu le dimanche 24 septembre 1989. Elles ont pour but d'élire les sénateurs représentant le département au Sénat pour un mandat de six années.

## Contexte départemental
Lors des élections sénatoriales de 1989 dans l' Aisne, trois sénateurs ont été élus.

## Rappel des résultats de 1980
|                | Jacques Pelletier    | UDF            | 918   | 54,94  |  |  |
|                | Paul Girod *         | UDF            | 860   | 51,47  |  |  |
|                | Jacques Braconnier * | RPR            | 850   | 50,87  |  |  |
|                | Maurice Brugnon      | PS             | 433   | 25,91  |  |  |
|                | Raymond Sudolski     | PS             | 363   | 21,72  |  |  |
|                | Guy Fourcade         | PS             | 353   | 21,13  |  |  |
|                | Serge Monfourny      | PCF            | 316   | 18,91  |  |  |
|                | Pierre Lemret        | PCF            | 315   | 18,85  |  |  |
|                | Raymond Mahoudeaux   | PCF            | 307   | 18,37  |  |  |
|                | André Ravera         | DVD            | 174   | 10,41  |  |  |
|                | Gilbert Devèze *     | CNIP           | 162   | 9,69   |  |  |
|                |                      |                |       |        |  |  |
| Inscrits       | Inscrits             | Inscrits       | 1 692 | 100,00 |  |  |
| Abstentions    | Abstentions          | Abstentions    | 7     | 0,41   |  |  |
| Votants        | Votants              | Votants        | 1 685 | 99,59  |  |  |
| Blancs et nuls | Blancs et nuls       | Blancs et nuls | 14    | 0,83   |  |  |
| Exprimés       | Exprimés             | Exprimés       | 1 671 | 98,76  |  |  |

## Sénateurs sortants
| Sénateur | Sénateur           | Parti | Fonctions lors de l'élection en 1980                                        |
| -------- | ------------------ | ----- | --------------------------------------------------------------------------- |
|          | François Lesein    | AD    | Conseiller général, maire de Sissonne                                       |
|          | Paul Girod         | UDF   | Sénateur sortant, conseiller régional, conseiller général, maire de Droizy  |
|          | Jacques Braconnier | RPR   | Sénateur sortant, conseiller général, conseiller municipal de Saint-Quentin |

## Présentation des candidats
Les nouveaux représentants sont élus pour une législature de 6 ans au suffrage universel indirect par les 1746 grands électeurs du département. Dans l' Aisne, les sénateurs sont élus au scrutin majoritaire à deux tours. Leur nombre reste inchangé, 3 sénateurs sont à élire. Ils sont 12 candidats dans le département, chacun avec un suppléant.
| Candidats | Candidats          | Parti | Principale fonction                                                         |
| --------- | ------------------ | ----- | --------------------------------------------------------------------------- |
|           | Claude Tournay     | PCF   | Adjoint au maire de Saint-Quentin                                           |
|           | Gérard Lalot       | PCF   | Conseiller régional, conseiller municipal de Château-Thierry                |
|           | Serge Vallée       | PCF   | Maire de Courmelles                                                         |
|           | Joseph Braem       | PS    | Conseiller général, maire de Renneval                                       |
|           | Yves Daudigny      | PS    | Conseiller général, maire de Marle                                          |
|           | Jean-Marc Souvré   | PS    | Adjoint au maire de Soissons                                                |
|           | Jacques Pelletier  | AD    | Ministre, conseiller général, maire de Villers-en-Prayères, ancien sénateur |
|           | Charles Brazier    | DVD   | Conseiller général, maire de Crécy-sur-Serre                                |
|           | Paul Girod         | UDF   | Sénateur sortant, président du conseil général, maire de Droizy             |
|           | Alain Richet       | UDF   | Maire de Lesdins                                                            |
|           | Jacques Braconnier | RPR   | Sénateur sortant, conseiller général, conseiller municipal de Saint-Quentin |
|           | Gilbert Devèze     | FN    | Conseiller municipal de Ployart-et-Vaurseine, ancien sénateur               |

## Résultats
| Candidat et parti politique | Candidat et parti politique | Candidat et parti politique | Premier tour | Premier tour | Second tour | Second tour |
| Candidat et parti politique | Candidat et parti politique | Candidat et parti politique | Voix         | %            | Voix        | %           |
| --------------------------- | --------------------------- | --------------------------- | ------------ | ------------ | ----------- | ----------- |
|                             | Paul Girod                  | UDF                         | 911          | 53,75        |             |             |
|                             | Jacques Braconnier          | RPR                         | 752          | 44,37        | 871         | 53,30       |
|                             | Jacques Pelletier           | AD                          | 621          | 36,64        | 995         | 60,89       |
|                             | Yves Daudigny               | PS                          | 466          | 27,49        | 411         | 25,15       |
|                             | Jean-Marc Sauvré            | PS                          | 453          | 26,73        | 427         | 26,13       |
|                             | Charles Brazier             | DVD                         | 448          | 26,43        | Retrait     | Retrait     |
|                             | Joseph Braem                | PS                          | 424          | 25,01        | Retrait     | Retrait     |
|                             | Alain Richet                | UDF                         | 219          | 12,92        | Retrait     | Retrait     |
|                             | Serge Vallée                | PCF                         | 151          | 8,91         | Retrait     | Retrait     |
|                             | Gérard Lalot                | PCF                         | 147          | 8,67         | Retrait     | Retrait     |
|                             | Claude Tournay              | PCF                         | 143          | 8,44         | Retrait     | Retrait     |
|                             | Gilbert Devèze              | FN                          | 69           | 4,07         | 119         | 7,28        |
|                             |                             |                             |              |              |             |             |
| Exprimés                    | Exprimés                    | Exprimés                    | 1 695        | 97,75        | 1 634       | 94,56       |
| Blancs et nuls              | Blancs et nuls              | Blancs et nuls              | 39           | 2,25         | 94          | 5,44        |
| Total                       | Total                       | Total                       | 1 734        | 99,31        | 1 728       | 98,97       |
| Abstentions                 | Abstentions                 | Abstentions                 | 12           | 0,69         | 18          | 1,03        |
| Inscrits                    | Inscrits                    | Inscrits                    | 1 746        | 100,00       | 1 746       | 100,00      |